# 天桂院
天桂院（てんけいいん、永禄12年（1569年） - 天正18年10月17日（1590年11月14日））は戦国時代の女性。徳川家康の異父妹。名は於きんの方、留、高瀬君とも 。

## 概要
久松俊勝の娘で母は於大の方。天正9年（1581年）、竹谷松平家6代当主・松平家清に嫁ぎ松平忠清を産んだ。初め竹谷城（蒲郡市）に住んだが、天正18年（1590年）より家康から竹谷松平家に与えられた武蔵八幡山に住んだ 。
天正18年（1590年）10月17日にお産のため死去。墓所は福巌寺（小田原市）の他蒲郡市天桂院にも墓碑がある。